# Władimir Siedow
Władimir Władimirowicz Siedow (ros. Владимир Владимирович Седов; ur. 2 marca 1988 w Üsztöbe, zm. 26 czerwca 2023) – kazachski sztangista.
W 2016 roku został zdyskwalifikowany za stosowanie dopingu. Pozbawiono go złotego medalu z mistrzostwach świata w Goyang w 2009 roku, brązowego medalu wywalczonego podczas mistrzostw świata we Wrocławiu w 2013 roku i 4. miejsca na igrzyskach olimpijskich w Pekinie w 2008 roku.
Zmarł 26 czerwca 2023 roku, najprawdopodobniej w wyniku samobójstwa.

## Osiągnięcia
| Rok  | Zawody               | Miasto  | Miejsce | Kategoria | Wynik  |
| ---- | -------------------- | ------- | ------- | --------- | ------ |
| 2008 | Igrzyska olimpijskie | Pekin   | DSQ     | do 85 kg  | 380 kg |
| 2009 | Mistrzostwa świata   | Goyang  | DSQ     | do 94 kg  | 402 kg |
| 2013 | Mistrzostwa świata   | Wrocław | DSQ     | do 94 kg  | 396 kg |